# Sturgis (Mississippi)
Sturgis is een plaats (town) in de Amerikaanse staat Mississippi, en valt bestuurlijk gezien onder Oktibbeha County.

## Demografie
Bij de volkstelling in 2000 werd het aantal inwoners vastgesteld op 206.
In 2006 is het aantal inwoners door het United States Census Bureau geschat op 184, een daling van 22 (-10,7%).

## Geografie
Volgens het United States Census Bureau beslaat de plaats een oppervlakte van
3,4 km², geheel bestaande uit land. Sturgis ligt op ongeveer 98 m boven zeeniveau.

## Plaatsen in de nabije omgeving
De onderstaande figuur toont nabijgelegen plaatsen in een straal van 28 km rond Sturgis.